# Eduardo Chávez Hernández
Eduardo Chávez Hernández (nació el 8 de junio de 1991 en Los Reyes, Michoacán) es un exfutbolista mexicano, que se desempeñaba como lateral por izquierda.
Hermano del también futbolista Arturo Chávez.

## Trayectoria
Debutó en la Primera División de México con Jaguares de Chiapas en el Estadio Víctor Manuel Reyna, el sábado 3 de noviembre del 2007, enfrentando a Pachuca, en partido correspondiente a la Jornada 16 del Apertura 2007; los Tuzos ganaron 0-2. El entrenador del conjunto felino era René Isidoro García y lo hizo ingresar al minuto 55, por el brasileño André Luiz Moreira. 

## Clubes
| Club                   | País   | Año           | Partidos | Goles |
| ---------------------- | ------ | ------------- | -------- | ----- |
| Jaguares de Chiapas    | México | 2007-2010     | 21       | 0     |
| Jaguares B (Cárnet)    | México | 2007-2009     | 23       | 0     |
| Atlante UTN            | México | Clausura 2011 | 12       | 0     |
| Neza Fútbol Club       | México | 2011-2012     | 23       | 0     |
| Jaguares de Chiapas    | México | Clausura 2013 | 5        | 0     |
| Alebrijes de Oaxaca    | México | 2013-2014     | 26       | 0     |
| Altamira Fútbol Club   | México | 2014-2015     | 29       | 0     |
| Correcaminos de la UAT | México | 2015-2016     | 33       | 0     |
| Morelia                | México | 2016-2018     | 13       | 0     |

Incluye: Ascenso, Liga, Copa MX e InterLiga. 